# جو هاميلتون (كرة سلة)
جو هاميلتون (بالإنجليزية: Joe Hamilton)‏ مواليد 5 يوليو 1948 في ليكسينغتون، هو لاعب كرة سلة أمريكي معتزل. بدأ مسيرته الاحترافية في سنة 1970. تم اختياره من قبل فريق ميلووكي باكز خلال الدرافت. يبلغ طوله 5 قدم 10 بوصة (1.8 م). لعب مع سان أنطونيو سبرز. اعتزل اللعب في 1976.

## روابط خارجية
- جو هاميلتون على موقع سبورتس رفرنس (الإنجليزية)
- جو هاميلتون على موقع كلية كرة السلة في سبورتس رفرنس.كوم (الإنجليزية)
- جو هاميلتون على موقع ريلجم (الإنجليزية)
- جو هاميلتون على موقع بروبوليرز (الإنجليزية)